# 건원 (전조)
건원(建元)은 중국 전조(前趙) 소무제(昭武帝)의 세 번째 연호이다. 315년 3월에서 316년 10월까지 1년 8개월 동안 사용하였다.
같은 시기에 사용된 다른 연호로는 서진(西晉)에서 사용한 건흥(建興 :313년 ~ 317년), 성한(成漢)에서 사용한 옥형(玉衡 : 310년 ~ 334년)이 있다.

## 연대대조표
| 건원                | 원년           | 2년        |
| 서력                | 315년          | 316년      |
| 육십간지 (六十干支) | 을해(乙亥)     | 병자(丙子) |
| 서진 (西晉)         | 건흥(建興) 3년 | 4년        |
| 성한 (成漢)         | 옥형(玉衡) 5년 | 6년        |

## 같이 보기
- 다른 왕조의 같은 연호
  - 전한(前漢) 건원(기원전 140년 ~ 기원전 135년)
  - 동진(東晉) 건원(343년 ~ 344년)
  - 전진(前秦) 건원(365년 ~ 385년)
  - 남제(南齊) 건원(479년 ~ 482년)

- 중국의 연호

| 이전 연호 가평(嘉平) | 중국의 연호 전조(前趙) | 다음 연호 인가(麟嘉) |